# Sublime apocalyptique
 (avril 2019).
Le sublime apocalyptique, connu aussi sous l'expression d'origine anglaise apocalyptic sublime, est un courant de pensée et artistique qui traite du mélange de l'attraction et de répulsion, voir de fascination de l'Homme, pour l'idée de fin du monde, de destruction et d'anéantissement.
S'appuyant sur des éléments comme le romantisme et le supernaturalisme, ce mouvement a été influencé par l'œuvre de l'irlandais Edmund Burke Recherche philosophique sur l'origine de nos idées du sublime et du beau paru en 1757. Le concept de sublime de Burke est une « terreur délicieuse ». Cette pensée s'est manifestée en particulier dans l'art anglais entre 1780 et 1850, notamment sous la forme de représentations de l'Apocalypse biblique, à une époque où l'Europe était en proie à d'importants changements socio-économiques et politiques, tels que la Révolution française, la Révolution industrielle ou les guerres napoléoniennes.
Ce mouvement n'a été reconnu en tant que tel qu'au XXe siècle, et a connu plus récemment un renouveau sous d'autres formes artistiques et culturelles.

## Principaux artistes et œuvres

### Période originale (1780-1850)

#### Peinture
- John Hamilton Mortimer
- Benjamin West
- William Blake
- J.M. W. Turner
- P.-J. de Loutherbourg
- John Martin
- Samuel Colman
- Francis Danby

#### Littérature
- Edgar Allan Poe, The Fall of the House of Usher (1839)

### Renouveau

#### Cinéma
Le cinéma de science-fiction des années 1990 est construit sur des bases de sublime apocalyptique à travers des mondes où des catastrophes sont imminentes, des mondes détruits ou encore en proie à une technologie dystopique (Jurassic Park, Independence Day, Terminator)

#### Photographie
- David Maisel